# Alex Reece
Alex Reece (* in London als Alexander Charles Ernest Reece) ist ein britischer DJ und Produzent im Genre Jazzstep, der jazzigen Variante des Drum and Bass.
Inspiriert durch Acid House und Detroit Techno der späten 1980er Jahre begann Reece das DJing. Er wurde 1992 Toningenieur beim Jungle-Produzenten Jack Smooth. Reece versuchte sich in der House-Produktion, wechselte dann aber zu Drum and Bass. In den 1990er Jahren veröffentlichte er bei den Labels Sinister, Creative Wax und Moving Shadow, aber die größte Bekanntheit erzielte er als Mitglied des Metalheadz-Kollektivs. Die Tracks Basic Principles und vor allem Pulp Fiction wurden Jungle-Standards. Weitere Singles sowie sein Debüt-Album So Far, die er ab 1996 beim Mayor-Sublabel Island Records herausbrachte konnten jedoch keine nennenswerten Erfolge mehr verbuchen.